# Club Esportiu Alaior
El Club Esportiu Alaior és un club de futbol de la ciutat d'Alaior (Menorca).

## Història
El Futbol va començar a jugar-se a Alaior a principis del segle XX amb la disputa de partits esporàdics amb equips locals i altres que visitaven la població, perquè en la dècada dels anys vint es creessin equips més estables, que motivessin en la temporada 1924/1925 la inscripció oficial del Alayor FC. i posteriorment el CD.Alayorense, els quals van participar en els campionats Insulares fins a la Temporada 1928/1929, per a posteriorment estar 4 anys sense competició oficial a Menorca i a la represa d'aquesta, els equips Alaiorenses van determinar fusionar-se, inscrivint el 3 de novembre de 1934 en l'actual CE Alaior, però fins després de la contesa Nacional no van tornar a competir (Temporada 1944/1945), mantenint-se fins a l'actual.
Els anys quaranta i cinquanta el Club va viure una expansió molt important per les bona relacions comercials de les empreses locals que van gestionar la vinguda d'equips de primera línia Nacional, així com de jugadors internacionals d'Espanya i Estrangers, la qual cosa va possibilitar que el R.C.D. Espanyol, el R. Zaragoza, València C.F, F.C Barcelona, combinats Bascos, Catalans i fins i tot el d'Hongria, juguessin en el Camp Els Pins, revitalitzant el nom del Club i el d'Alaior, especialment a l'arribar les festes patronals Sant Llorenç amb partits cims de l'estiu Menorquí. La temporada 1954/1955 l'equip va participar per primera vegada en la 3a Divisió, competició que va participar durant 14 Temporades, fins a 1968. Després de la tornada a la Regional durant 11 temporades, l'equip retorna a la Lliga Balear, (Temporada 1979/1980), en la qual ve participant continuadamente fins a la data, (27 temporades) suposant un rècord Nacional de permanència continuat en aquesta Categoria, ja que no hi ha cap Club a Espanya que hagi superat aquest nombre de temporades consecutives en la 3a Divisió Nacional. El Club sempre ha jugat en el mateix camp Els Pins, el qual des de l'any 1923 és el recinte de la diferents equips, sent el Camp més antic de Futbol Menorquí en la seva mateixa ubicació. El CE Alaior sempre ha vestit samarreta de ratlles verticals blanquinegras, així com pantalons negres i mitjanes negres amb volta blanca.

## Instal·lacions del club
El camp los Pinos està ubicat als afores del centre d'Alaior. Les instal·lacions són un camp d'herba artificial, les grades recentment renovades, vestuaries i tot el que cal tenir en un club de futbol.

## Jugadors del primer equip temporada 2009/2010
Porter
- MELIÁ - Antoni Emiliano Meliá Torrent
- TONI RIUDAVETS - Antoni Riudavets Florit

Defensa
- ERNEST - Ernest Xavier Llor Cardona
- JORDI PEREA - Jordi Perea Coll
- JULIÁN - Julián Calzada Arroyo
- TOMÉ HUGUET - Bartolomé Huguet Bagur
- TUDURI - Oscar Tuduri Molina

Migcampista
- BASILI - Basilio Enrich Pons
- JUAN LORENZO - Juan Lorenzo Melià Piris
- MANOLO CALERO - Manuel Calero Orfila
- PERE BARBER - Pedro Barber Fullana
- SINTES - Joan Sintes Vidal
- VILLALONGA - Juan Luis Villalonga Rotger

Davanter
- DANI MARQUÉS - Daniel Marqués Capó
- DAVID MAS - David Mas Aguilar
- JOSUA - Francisco Jesús Tortolero Goñalons
- JUANLU - Juan Luis Sanz Carrasco
- LLUIS - Lluis Albert Arévalo Salom

Entrenador
- JOAQUÍN ANDÚJAR - Joaquín Andújar Almería